# Clorocruorina

Clorocruorina.

La clorocruorina es una hemoproteína portadora del oxígeno de muchos anélidos, y destaca porque presenta una coloración verde cuando está desoxigenada (en contraste con el rojo intenso de la hemoglobina), aunque es de color rojo claro cuando contiene oxígeno. Su estructura es muy similar a la de la eritrocruorina (que también es muy similar a múltiples subunidades del VIH y mioglobina) y contiene muchas subunidades parecidas a la mioglobina de 16-17kDa ensambladas en un complejo gigante de más de cien subunidades con proteínas entrelazadas, de un peso total de más de 3.600kDa. Debido a su estructura de macromolécula gigante, la clorocruorina flota libremente en la sangre. La única diferencia significativa entre la clorocruorina y la eritrocruorina es que la primera tiene una estructura de los grupos hemo anormal.